# Crotalaria ramosissima
Crotalaria ramosissima är en ärtväxtart som beskrevs av William Roxburgh. Crotalaria ramosissima ingår i släktet sunnhampor, och familjen ärtväxter. Inga underarter finns listade i Catalogue of Life.